# Paraphrynus carolynae
El tendarapo o araña látigo (Paraphrynus carolynae) es un arácnido perteneciente a la familia Prhynidae, del orden Amblypygi. Esta especie fue descrita por Armas en el 2012.

## Clasificación y descripción
El nombre del género Paraphrynus viene de la palabra en latín pare- que significa “adorno” y la palabra griega "phryne" que significa “sapo”. El nombre específico carolynae es un patronímico en honor a Carolyn L. Mullinex, por sus notables aportes al conocimiento del género Paraphrynus.
La longitud total de esta especie es entre 13 y 20 mm; de color castaño rojizo casi uniforme, oscurecido sobre el carapacho y ligeramente más claro en el abdomen, pedipalpos y quelíceros castaño rojizos; terguitos abdominales de color castaño claro; patas castaños rojizas ligeramente más oscuras que el abdomen. Carapacho con dispersos tubérculos muy pequeños; margen anterior muy débilmente emarginado, área frontal bien definida; margen anterior débil bien desarrollados. Tubérculo ocular pequeño 0.47 mm de largo y 0.50 mm de ancho separado del margen anterior por una distancia ligeramente menor que su propia longitud; ojos medios separados entre sí por 2.0 diámetros oculares. Ojos laterales situados a 0.8 mm del margen lateral y a 1.1 mm del margen anterior. Segmento basal del quelícero con tubérculo dosodistal externo y un diente externo en la superficie anteroventral. El trocánter del pedipalpo con cuatro espinas anteroventrales; fémur con la espina Fd-3 similar o mayor que Fd-2; Fd4 muy pequeña, menor que Fd-6; Fd-3 claramente separada de Fd-2; patela Pd2<Pd-4<Pd-3, superficie ventral con tubérculos en casi toda su extensión; tibia Td-1>Td-3>Tv-1, Tv-3; tarso sin la pequeña espina dorsal interna. Pata I con 29 subartejos tibiales; IV sin banda transversal en el segundo tarsito; coxas II-IV no tuberculadas. Las hembras presentan gonópodos con los escleritos en forma de uña, con la base poco ensanchada y la porción distal mayormente recta.

## Distribución
Esta especie se encuentra en EE. UU. y en México en los estados de Sonora, Michoacán y Morelos.

## Hábitat
Vive en ecosistemas muy áridos, mayormente debajo de piedras, aunque también se refugia en cuevas.

## Estado de conservación
Esta especie no se encuentra dentro de ninguna categoría de riesgo en las normas nacionales o internacionales.